# Nana (roman)
Pour les articles homonymes, voir Nana.
Nana est un roman d’Émile Zola  d'abord publié sous forme de feuilleton dans Le Voltaire du 16 octobre 1879 au 5 février 1880, puis en volume chez Georges Charpentier, le 14 février 1880. C'est le neuvième volume de la série Les Rougon-Macquart. Cet ouvrage traite du thème de la prostitution féminine à travers le parcours d’une lorette puis cocotte dont les charmes ont affolé les plus hauts dignitaires du Second Empire. Le récit est présenté comme la suite de L'Assommoir.
L’histoire commence en 1867, peu avant la deuxième exposition universelle, et dépeint deux catégories sociales symboliques, celle des courtisanes et celle des noceurs. Zola, chef de file du mouvement naturaliste, prétend montrer la société telle qu’elle était mais choisit aussi ce sujet scandaleux car il fait vendre, 55 000 exemplaires du texte de Charpentier étant achetés dès le premier jour de sa publication. Le personnage de Nana a surtout été inspiré à Zola par Blanche D'Antigny, Méry Laurent ainsi que par Berthe son premier amour, mais le romancier y a aussi mis des éléments de Valtesse de La Bigne, Delphine de Lizy, Anne Deslions, Hortense Schneider et Cora Pearl dont il a étudié la vie.
Zola fait coïncider la mort de Nana avec le début de la guerre franco-allemande de 1870 qui marquera la fin du Second Empire, chute qu'il ne pouvait prévoir au moment de la rédaction de ses fiches préparatoires en 1868.

## Inspiratrices du personnage

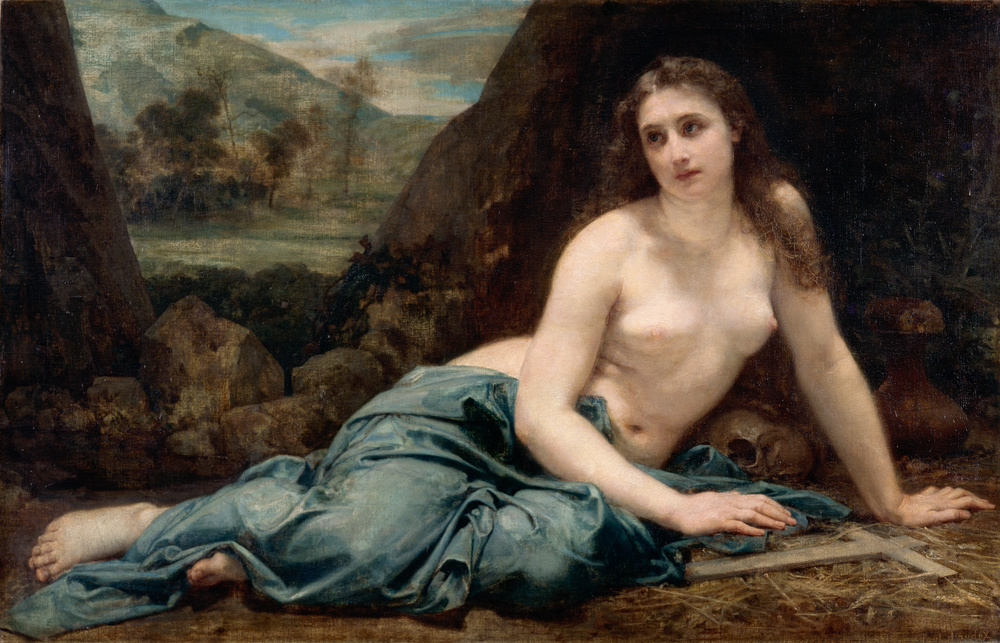
Blanche D'Antigny.
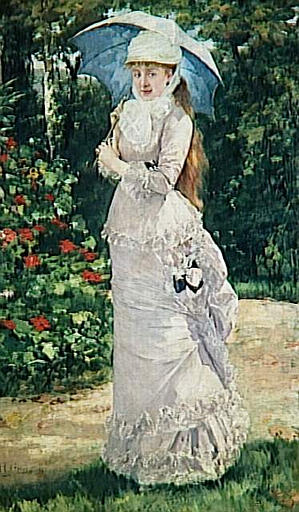
Valtesse de La Bigne.
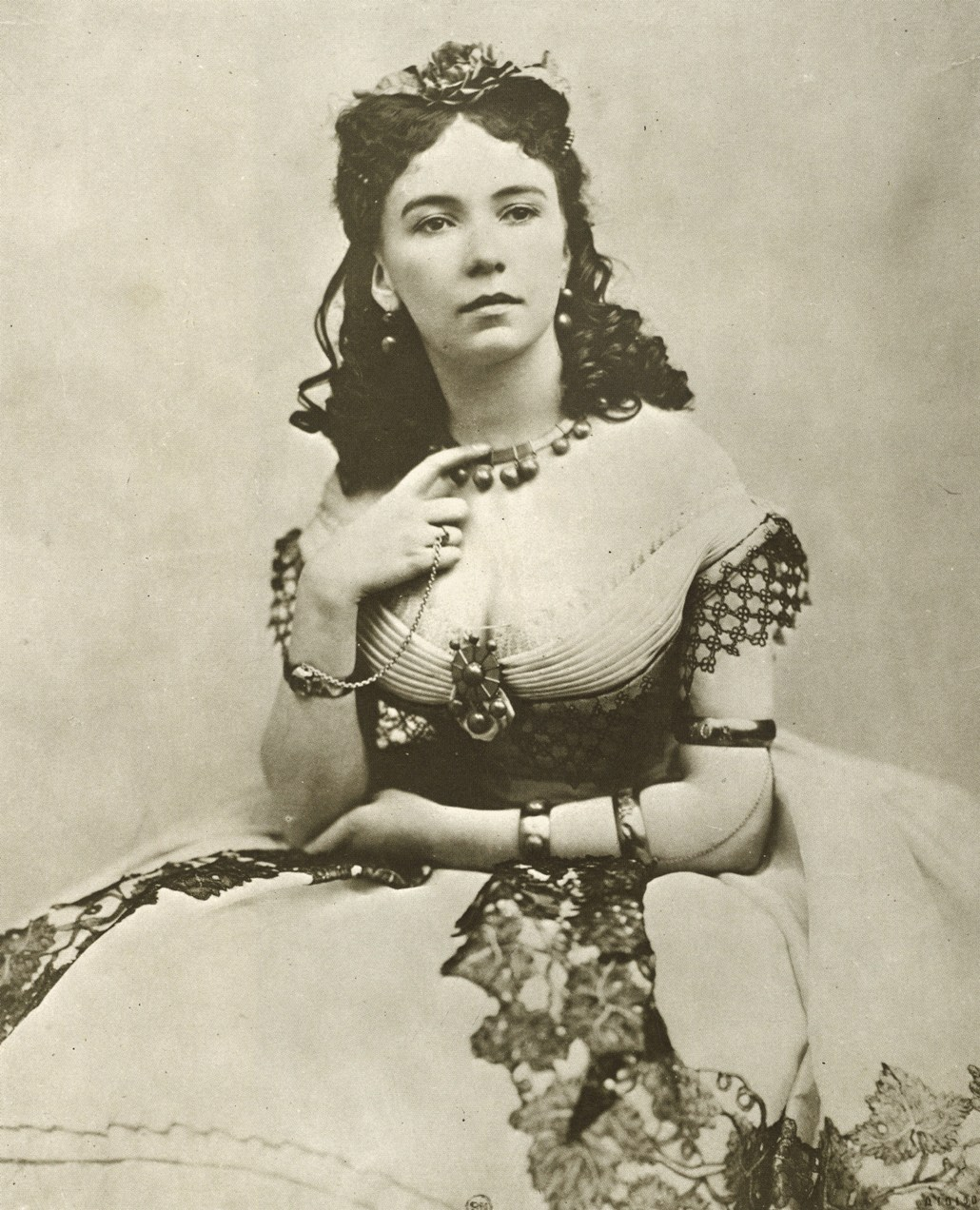
Cora Pearl.
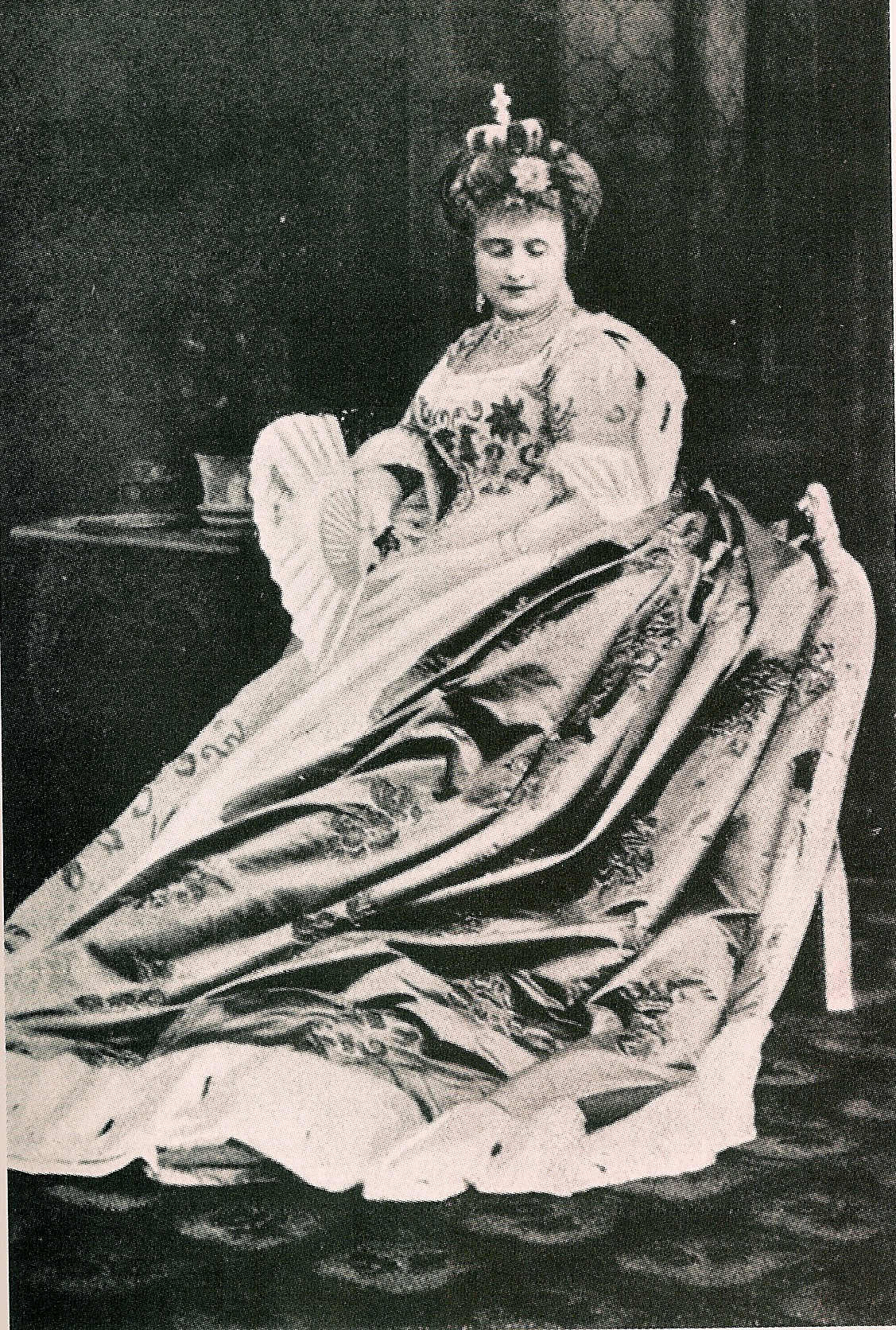
Hortense Schneider.
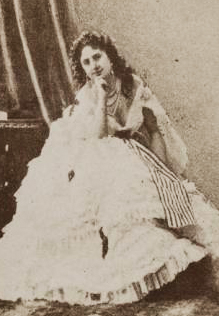
Anne Deslions

## Résumé

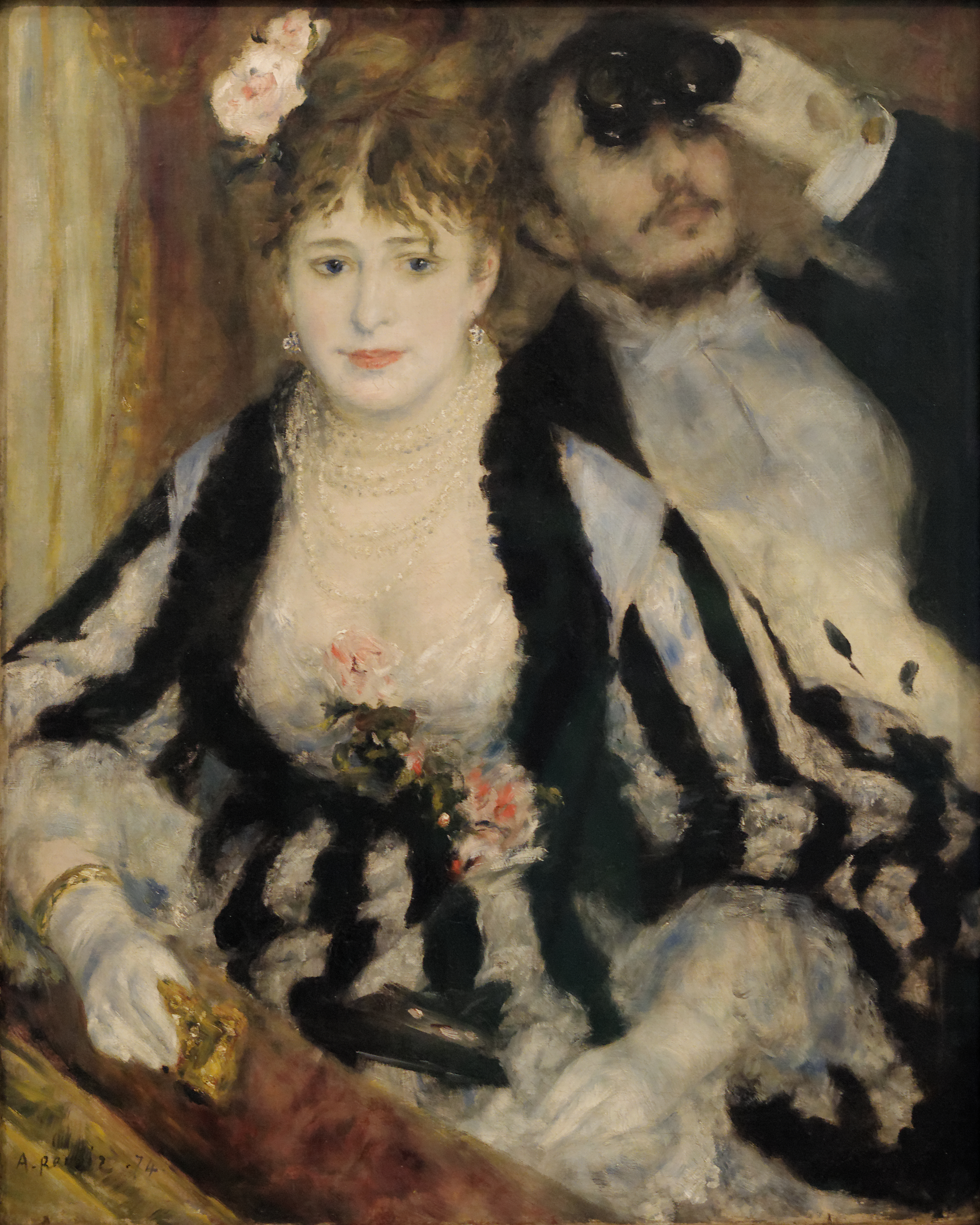
La Loge d'Auguste Renoir (1874). Cette œuvre a longtemps illustré l’édition de poche de Nana.

Née en 1852 dans la misère du monde ouvrier, Anna Coupeau, dite Nana, est la fille de Gervaise Macquart et de Coupeau dont l’histoire est narrée dans L'Assommoir. Le début du roman la montre dans la gêne, manquant d’argent pour élever son fils Louis qu’elle a eu à l’âge de seize ans d'un père inconnu ; elle se prostitue, faisant des passes pour arrondir ses fins de mois. Cela ne l’empêche pas d’habiter un riche appartement où l’un de ses amants, un riche marchand de Moscou, l’a installée. Son ascension commence avec un rôle de Vénus qu’elle interprète dans un théâtre parisien : elle ne sait ni parler ni chanter, mais l'habit impudique qui cache si peu de son corps de déesse affole tous les hommes.
Elle se met un moment en ménage avec un homme qu’elle aime, le comédien Fontan. Mais celui-ci est violent et finit par la battre, la tromper et la mettre à la porte. Elle se met alors à côtoyer la prostituée Satin, avec qui elle entretiendra une liaison (Satin s'installera chez Nana, dans l'hôtel que lui a acheté le comte Muffat). Après avoir épuisé toutes ses économies, elle acceptera la manne financière proposée par Muffat qui désire par-dessus tout en faire sa maîtresse exclusive. Celui-ci met sa fortune à ses pieds, lui sacrifie son honneur et demande en retour la fidélité. Mais cette liaison le mènera au bouleversement total de son être, de ses convictions dévotes, de son comportement probe et de ses principes intègres. Il s’abaissera à une humiliation inhumaine et une complaisance révoltante, contraint d’accepter les moindres caprices de Nana qui lui fait subir les pires infamies, jusqu’à lui faire accepter la foule d’amants qu’elle fréquente, y compris Satin (même si Nana se borne à dire que « cela ne compte pas »), alors que cela représente l'humiliation suprême pour Muffat.

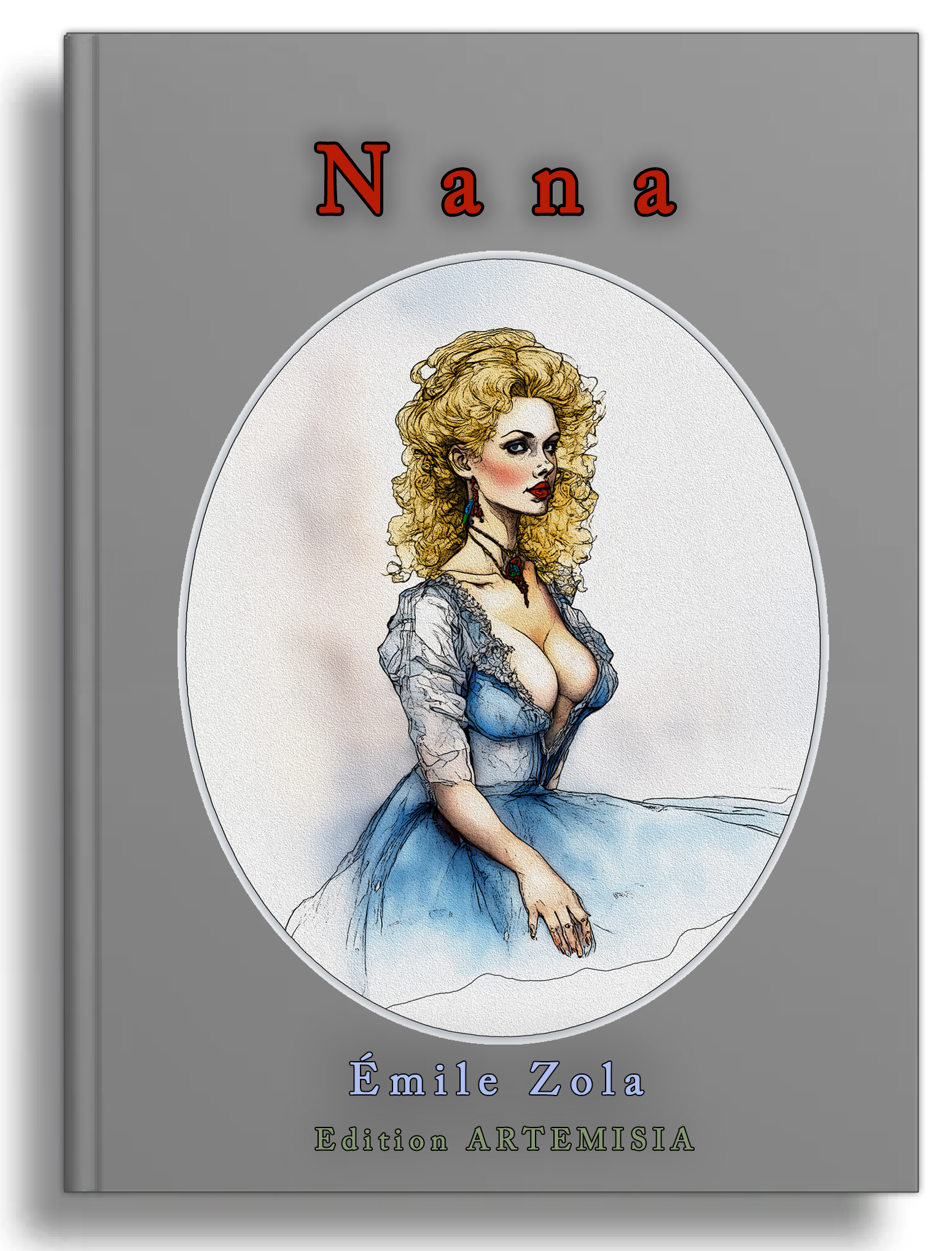
Émile Zola "NANA", Edition ARTEMISIA, 1999.

Nana atteint le sommet de sa gloire lors d’un grand prix hippique auquel assistent Napoléon III et le tout-Paris. Une jument, nommée Nana en son honneur par son amant le comte Xavier de Vandeuvres, remporte la course. Tout l’hippodrome scande alors « Na-na », dans un délire tournant à la frénésie.
Puis le déclin s'amorce. Le comte de Vandeuvres, accusé de tricherie devant la victoire suspecte car trop improbable de sa pouliche, se suicide en mettant le feu à ses écuries. Philippe Hugon est emprisonné après que ses vols dans la caisse de sa caserne ont été découverts. Son frère Georges tente de se suicider chez Nana, après avoir compris qu'elle couchait aussi avec Philippe depuis plusieurs mois. Le comte Muffat se retrouve ruiné et endetté.
Accablée de dettes contractées après la ruine de ses amants, comprenant qu'elle ne peut pas continuer une telle fuite en avant, elle quitte Paris après avoir vendu aux enchères tous ses biens.
Plus personne ne sait rien d’elle pendant plusieurs mois, jusqu’au moment où elle regagne la capitale pour aller au chevet de son fils atteint de la petite vérole. Son fils la contamine et elle tombe à son tour très malade. La nouvelle de son retour se propage comme une traînée de poudre et ses anciens courtisans accourent dans son antichambre. Et c'est son ancienne rivale, Rose Mignon, qui finalement l'assiste dans son trépas, à ses propres risques et périls.
Elle qui quelques mois avant affolait encore tous les hommes de Paris meurt défigurée par la maladie, au moment où le Second Empire déclare la guerre à la Prusse.

## Édition
- Nana, Paris, G. Charpentier, 1881    (Wikisource)

## Adaptations

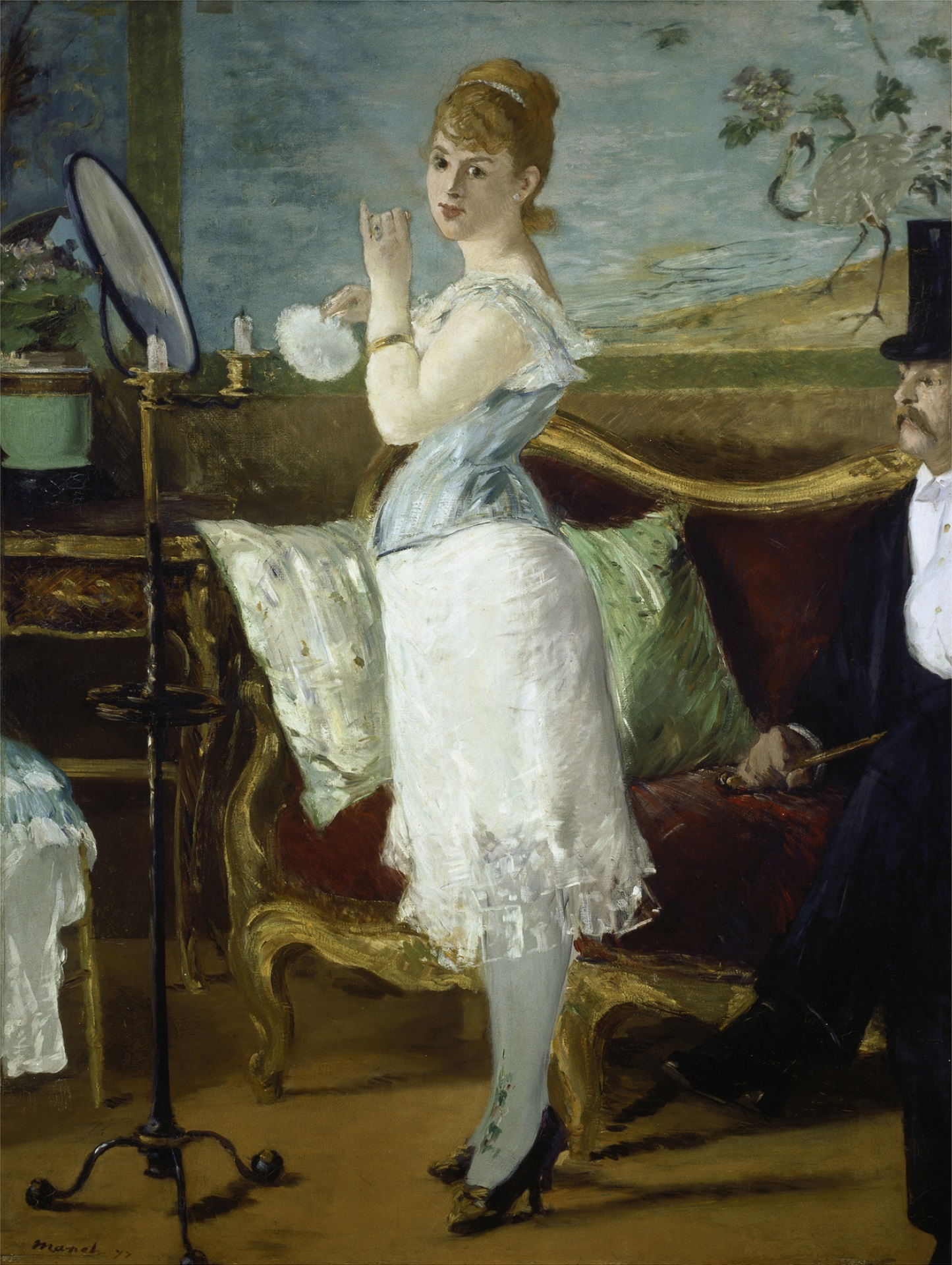
Nana d'Édouard Manet, tableau de 1877, peint deux ans avant le début de la publication du roman.

Le roman a souvent été adapté au cinéma, à la télévision et au théâtre.

### Au cinéma
- 1910 : première adaptation en Suède par Kund Lumbye
- 1917 : Nanà de Camillo De Riso
- 1917 : A Man and the Woman de Herbert Blaché et Alice Guy
- 1926 : Nana film muet de Jean Renoir
- 1934 : Nana de George Fitzmaurice et Dorothy Arzner, tourné à Hollywood
- 1955 : Nana de Christian-Jaque, avec Martine Carol et Charles Boyer
- 1970 : Poupée d'amour adaptation de Mac Ahlberg
- 1983 : Nana : le désir de Dan Wolman

### À la télévision
- 1981 : Nana feuilleton en quatre épisodes réalisé par Maurice Cazeneuve
- 1999 : Nanà de Alberto Negrin avec Francesca Dellara et Bernard Giraudeau
- 2001 : feuilleton en deux parties réalisé par Édouard Molinaro.